# Condate costiplagiata
Condate costiplagiata là một loài bướm đêm trong họ Erebidae.